# Веннігзен
Веннігзен (нім. Wennigsen) — сільська громада в Німеччині, розташована в землі Нижня Саксонія. Входить до складу району Ганновер.
Площа — 53,78 км2. Населення становить 14 043 ос. (станом на 31 грудня 2021).